# Nils Avellan
Nils Avellan, född 15 februari 1749, död 14 januari 1780, var en svensk professor i anatomi och en av Linnés lärjungar.

## Biografi
Avellan blev student vid Åbo akademi 17 juni 1766 och promoverades till filosofie magister 1772. År 1775 blev han medicine doktor i Uppsala och utnämndes till stadsläkare i Åbo 28 februari 1776, den 13 januari 1777 även till medicine adjunkt och anatomie prosektor, samt genom kunglig fullmakt av 1 april 1778 till anatomie professor, dock utan högre lön än den han haft som prosektor.

## Familj
Nils Avellan var son till Johan Avellanus, kaplan i Nummis, och Christina Bark.
Avellan gifte sig 1779 med Johanna Vilhelmina Lagerborg, dotter till vicepresidenten i Åbo hovrätt, landshövding Carl Lagerborg. Han dog barnlös.